# Stanglhof (Rötz)
Stanglhof ist ein Ortsteil der Stadt Rötz im Landkreis Cham des Regierungsbezirks Oberpfalz im Freistaat Bayern.

## Geografie
Stanglhof liegt 1 Kilometer südlich der Schwarzach, 2 Kilometer südlich der Bundesstraße 22, 2,3 Kilometer östlich der Staatsstraße 2151 und 3,5 Kilometer östlich von Rötz. Nördlich von Stanglhof erhebt sich der 532 Meter hohe Steegenberg und südlich der 581 Meter hohe Hirschberg.

## Geschichte
Stanglhof ist eine Neugründung des 19. Jahrhunderts. Es wurde mit Wenzenried gemeinsam veranlagt. 1808 wurde es mit 3 Anwesen erstmals selbständig geführt.
1808 wurde die Verordnung über das allgemeine Steuerprovisorium erlassen. Mit ihr wurde das Steuerwesen in Bayern neu geordnet und es wurden Steuerdistrikte gebildet. Dabei kam Stanglhof zum Steuerdistrikt Flischbach. Der Steuerdistrikt Flischbach bestand aus den Dörfern Flischbach, Flischberg, Gmünd, Grub, Öd, Steegen, Wenzenried, Stanglhof als Teil von Wenzenried und der Einöde Niederpremeischl.
1820 wurden im Landgericht Waldmünchen Ruralgemeinden gebildet. Dabei kam Stanglhof zur Ruralgemeinde Steegen. Die Gemeinde Steegen bestand aus den beiden Dörfern Steegen mit 18 Familien und Wenzenried mit 13 Familien, dem Weiler Niederpremeischl mit 4 Familien und der Einöde Stanglhof mit 3 Familien. Öd bildete 1820 allein eine Gemeinde mit 19 Familien.
1837 wurde die Gemeinde Steegen mit der Gemeinde Öd zusammengelegt. Dabei kam außer Öd auch Flischberg zu Steegen.
Von 1861 bis 1939 gehörte Stanglhof zur Gemeinde Flischbach. Die Gemeinde Flischbach bestand von 1861 bis 1939 aus Flischbach, Stanglhof und Wenzenried. Die Gemeinde Steegen bestand 1861 bis 1939 aus Flischberg, Niederpremeischl, Öd und Steegen.
Von 1939 bis 1978 gehörte Stanglhof zur Gemeinde Steegen. 1939 wurde die Gemeinde Flischbach aufgelöst. Dabei kam Flischbach zu Steegen. Die Gemeinde Steegen bestand nun aus Flischbach, Flischberg, Niederpremeischl, Öd, Stanglhof, Steegen und Wenzenried.
Ab 1978 gehörte Stanglhof zur Stadt Rötz. 1978 wurde die Gemeinde Steegen aufgeteilt. Dabei kamen Stanglhof, Steegen und Wenzenried zur Stadt Rötz und Flischbach, Flischberg, Niederpremeischl und Öd wurden nach Schönthal eingemeindet.
Stanglhof gehört zur Pfarrei Rötz. 1997 hatte Stanglhof 7 Katholiken.

## Einwohnerentwicklung ab 1820
| Jahr | Einwohner  | Gebäude |
| ---- | ---------- | ------- |
| 1820 | 3 Familien | k. A.   |
| 1861 | 13         | k. A.   |
| 1871 | 12         | 9       |
| 1885 | 9          | 2       |
| 1900 | 14         | 2       |
| 1925 | 7          | 1       |

| Jahr | Einwohner | Gebäude |
| ---- | --------- | ------- |
| 1950 | 11        | 1       |
| 1961 | 10        | 1       |
| 1970 | 7         | k. A.   |
| 1987 | 7         | 1       |
| 2011 | 3         | k. A.   |